# Felice Contelori
Felice Contelori (* Dezember 1588 in Cesi, heute Terni; † 28. September 1652 ebenda) war einer der Präfekten des Vatikanischen Apostolischen Archivs während des 17. Jahrhunderts, der viele verstreute Materialien sammelte und zu Bänden vereinigte, und der auch durch ausgedehnte Kopierarbeit gefährdete Texte vor dem Untergang bewahrte.

## Werke
- De praefecto Urbis (Rom, 1631);
- Concordiae inter Alexandrum III S. P. et Fridericum I imperatorem Venetiis confirmatae narratio (Paris, 1632);
- Elenchus em. et rev. S. R. E. cardinalium ab anno 1294 ad annum 1430. Martini Quinti vita ex legitimis documentis collecta (Rom, 1641);
- Genealogia familiae Comitum Romanorum (Rom, 1650);
- Mathildis comitissae genealogia (Rom, 1657);
- Pars altera elenchi S. R. E. cardinalium ab anno 1430 ad annum 1549 (Rom, 1659).